# Pseudophidiaster rhysus
Pseudophidiaster rhysus är en sjöstjärneart som beskrevs av Hubert Lyman Clark 1916. Pseudophidiaster rhysus ingår i släktet Pseudophidiaster och familjen Ophidiasteridae. Inga underarter finns listade i Catalogue of Life.